# Bruceville
La ville américaine de Bruceville est située dans le comté de Knox, dans l’État de l’Indiana. Lors du recensement de 2010, sa population s’élevait à 478 habitants.

## Source
- (en) Cet article est partiellement ou en totalité issu de l’article de Wikipédia en anglais intitulé « Bruceville, Indiana » (voir la liste des auteurs).